# Supergirl
Supergirl – fikcyjna postać (superbohaterka) z komiksów DC Comics, kuzynka Supermana. Stworzona przez Ottona Bindera i Ala Plastino w 1959 r. Początkowo pojawiała się w komiksach, później w kreskówkach, filmie i telewizji.
Jako Supergirl, Kara Zor-El pełni rolę drugoplanową w różnych publikacjach DC Comics, w tym Action Comics, Superman, a także w kilku innych seriach komiksowych związanych z Supermanem. W 1972 r. doczekała się własnej serii tytułowej. 
W 1985 r. Crisis on Infinite Earths przedstawia śmierć Supergirl. Później kilka postaci przybrało rolę Supergirl: Matrix, Linda Danvers i Cir-El.
Kara powraca w Superman/Batman #8 w historii komiksowej zatytułowanej The Supergirl from Krypton (2004).

## Prekursorki
Wiele wczesnych historii przedstawiało żeńskie wersje Supermana.
- Lois Lane (Superwoman) – pierwszą kobiecą wersję Supermana przedstawiono w historii Lois Lane – Superwoman, którą opublikowano w Action Comics #60 (Maj 1943). Lois Lane na szpitalnym łóżku marzy, że dzięki transfuzji krwi od człowieka ze stali nabyła supermoce i rozpoczyna karierę jako Superwoman. Nazwa Superwoman pojawia się również w Action Comics #156 (1951). Lois zakłada blond perukę i kopiuje kostium od Supermana.
- Queen Lucy, Super-Girl – w Superboy #5 w historii Superboy spotyka Supergirl, Superboy spotyka Queen Lucy, latynoamerykankę z Borgonii. Była gwiazdą sportu, w poszukiwaniu normalnego życia przyjeżdża do Smallville, gdzie spotyka Superboya i zdobywa jego serce.
- Claire Kent – w Superboy #78 w historii Claire Kent, Alias Super-Sister, Superboy uratował życie obcej kobiecie zwanej Shar-La. Kobieta po przyjeździe do Smallville zostaje nazwana Claire Kent, a kiedy pojawia się w kostiumie, zostaje nazwana Super-Siostrą.
- Super-Girl – w Superman #123 (sierpień 1958), Jimmy Olsen używając magicznego totemu zażyczył sobie, by Superman miał towarzyszkę, która by go chroniła.

## Inne wersje
- Power Girl (Kara-El), alternatywna wersja Kary z równoległego świata, Ziemi 2.
- Laurel Gand (Andromeda), po kryzysie zastąpiła Supergirl w Legionie Superbohaterów.
- Ariella Kent – Supergirl z 853 wieku

## W innych mediach
- W 1984 pojawił się film Supergirl, w którym główną bohaterkę zagrała Helen Slater. Film jest spin-offem serii zapoczątkowanej Supermanem z 1978 roku; oba filmy łączy postać Jimmy'ego Olsena grana przez Marca McClure'a.
- W siódmym sezonie Tajemnice Smallville (Smallville) pojawia się Kara Zor-El grana przez Laurę Vandervoort. Jest ona przedstawiona jako kuzynka Clarka Kenta, która została wysłana na Ziemię zaraz po nim, lecz jej statek wpadł do tamy, gdzie zahibernował ją na kilkanaście lat[1].
- W kreskówce Superman (Superman: The Animated Series) Supergirl nazywa się Kara In-Ze. Pochodzi z planety Argos - siostry Kryptonu. W Lidze Sprawiedliwych Bez Granic (Justice League Unlimited) Kara zmienia swój kostium aby bardziej przypominał kostium Supermana i radzi sobie bardzo dobrze w roli super bohaterki. Jednak opuszcza Ligę po tym jak zakochuje się w Brainiacu 5 z odległej przyszłości.
- Supergirl pojawi się również w grze DC Universe Online.
- W 2015 roku, stacja CBS, rozpoczęła nadawanie w swojej stacji serialu telewizyjnego o tej samej nazwie. Rolę tytułowej bohaterki, Kary Danvers / Kary Zor-El odgrywa Melissa Benoist.